# Kitamoto
Kitamoto (japanisch 北本市, -shi) ist eine Stadt im Zentrum der Präfektur Saitama.

## Geographie
Kitamoto liegt nördlich von Saitama und Okegawa und südlich von Kōnosu und Kumagaya.
Der Arakawa durchfließt die Stadt von Norden nach Süden. Kitamoto liegt auf der Ōmiya-Hochebene.

## Geschichte
Kitamot entwickelte sich seit den späten 1950er Jahren zu einem Wohn- und Industriezentrum. Die Umgebung ist bekannt für Chrysanthemen und Orchideen.
Kitamoto erhielt am 3. November 1971 das Stadtrecht.

## Verkehr
- Straße:

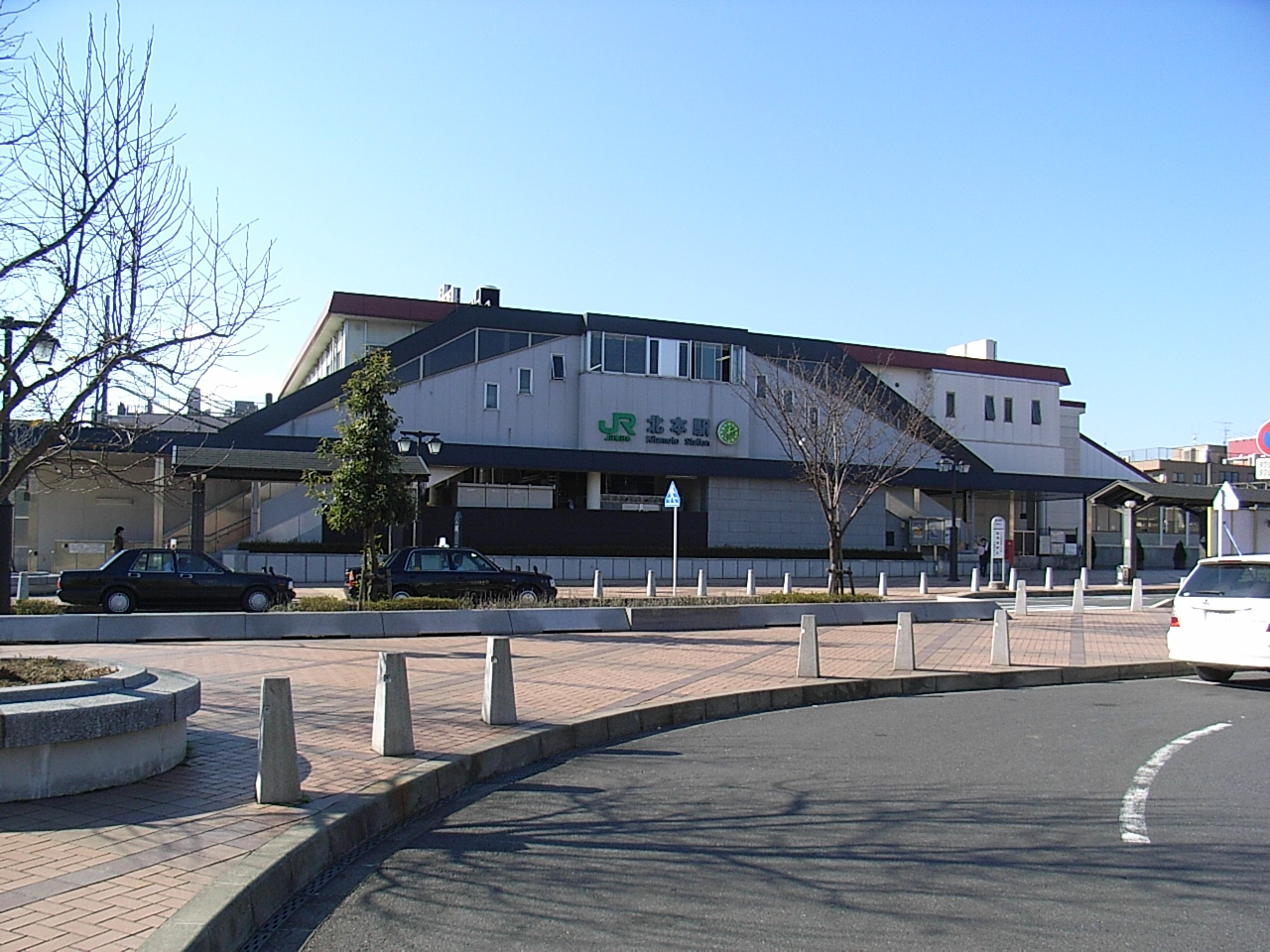
Bahnhof Kitamoto

  - Nationalstraße 17, nach Tōkyō oder Niigata
  - Nakasendō
- Zug:
  - JR Takasaki-Linie, Bahnhof Kitamoto, nach Ueno oder Takasaki

## Angrenzende Städte und Gemeinden
- Kōnosu
- Okegawa
- Yoshimi
- Kawajima

## Städtepartnerschaften
- Aizubange, Japan, seit 1992

## Weblinks

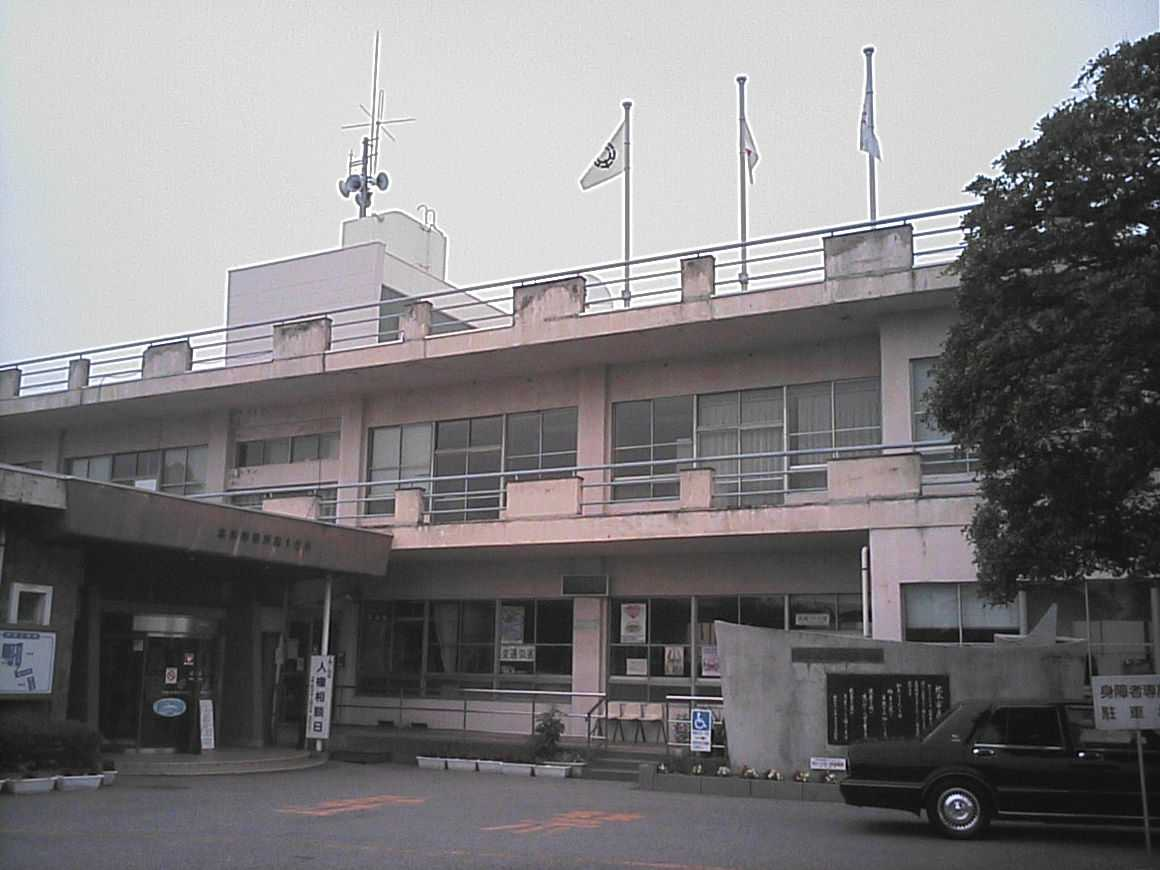
Rathaus von Kitamoto